# Caspar König
Caspar König (* 15. November 1675 in Ingolstadt; † 9. Juli 1765 ebenda) war ein deutscher Orgelbauer.

## Leben
Caspar König war der älteste Sohn von Johann König. Er wurde wie seine beiden Brüder Melchior (* 1680) und Balthasar (* 1684), der auch Orgelbauer wurde und sich im Rheinland niederließ, nach den Heiligen Drei Königen benannt. 
Nach dem Tod des Vaters 1691 hat vermutlich zunächst die Mutter das Geschäft weitergeführt.
1708 übernahm Caspar die Werkstatt in Ingolstadt. 
Er wurde neben Johann Ignaz Egedacher und Johann Konrad Brandenstein zum bedeutendsten Orgelbauer seiner Zeit in Altbayern.

Sein Sohn Franz König (* 28. September 1717 in Ingolstadt;  † 3. November 1791 in Ingolstadt) wurde sein Nachfolger. Ab 1755 tragen die Orgelverträge seine Unterschrift.
Er erreichte aber nicht mehr die Bedeutung seines Vaters.

## Werkliste (Auszug)
| Jahr      | Ort                       | Kirche                    | Bild | Manuale | Register | Bemerkungen                                                                                |
| --------- | ------------------------- | ------------------------- | ---- | ------- | -------- | ------------------------------------------------------------------------------------------ |
| 1704      | Landshut                  | Franziskanerkirche        |      | I/P     | 12       |                                                                                            |
| 1712      | Freising                  | Franziskanerkirche        |      | I/P     | 9        |                                                                                            |
| 1721      | Neumarkt in der Oberpfalz | Hofkirche Neumarkt        |      | I/P     | 11       | darin Werk von Rieger, erbaut 1956 (29/III/P), 2007 Generalsanierung durch Klais           |
| 1725/1727 | Niederaltaich             | Abteikirche Niederaltaich |      | II/P    | 27       | Prospekt erhalten. 1985 neues Werk von Georg Jann                                          |
| 1729      | Weißenburg in Bayern      | St. Andreas               |      | II/P    | 21       |                                                                                            |
| 1735      | Appertshofen              | Mariä Heimsuchung         |      | I/P     | 7        | Ursprünglich Chororgel der Franziskanerkirche Ingolstadt. Pedal später hinzugefügt → Orgel |
| 1736      | Ingolstadt                | Maria de Victoria         |      | I/P     | 9        | Prospekt erhalten. Umbau durch Orgelbau Kuhn 2007.                                         |
| 1739      | Dießen am Ammersee        | Marienmünster Dießen      |      | II/P    | 25       |                                                                                            |
| 1745      | Jahrsdorf                 | Mariä Geburt              |      | II/P    | 12       | Prospekt erhalten. 2012 neues Orgelwerk mit II/10 von Johannes Rohlf → Orgel               |